# Liste des circonscriptions législatives de l'Ardèche
Le département français de l'Ardèche est, sous la Cinquième République, constitué de trois circonscriptions législatives, ce nombre étant stable depuis 1958. Leurs limites ont été redéfinies lors du redécoupage de 1986, mais n'ont pas été affectées par celui de 2010, en vigueur à compter des élections législatives de 2012.

## Présentation
Par ordonnance du 13 octobre 1958 relative à l'élection des députés à l'Assemblée nationale, le département de l'Ardèche est constitué de trois circonscriptions électorales.
Lors des élections législatives de 1986 qui se sont déroulées selon un mode de scrutin proportionnel à un seul tour par listes départementales, le nombre de trois sièges de l'Ardèche a été conservé.
Le retour à un mode de scrutin uninominal majoritaire à deux tours en vue des élections législatives suivantes, a maintenu ce nombre de trois sièges,, selon un nouveau découpage électoral.
Le redécoupage des circonscriptions législatives réalisé en 2010 et entrant en application à compter des élections législatives de juin 2012, n'a ni modifié le nombre ni la répartition des circonscriptions de l'Ardèche.

## Composition des circonscriptions

### Composition des circonscriptions de 1958 à 1986

Carte des circonscriptions de l'Ardèche avant le redécoupage de 1986

En 1958, l'Ardèche est divisée en trois circonscriptions.
- 1re circonscription : Bourg-Saint-Andéol, Le Cheylard, Chomérac, Privas, Rochemaure, Saint-Martin-de-Valamas, Saint-Pierreville, Vernoux, Viviers, Villeneuve-de-Berg, La Voulte-sur-Rhône.
- 2e circonscription : Annonay (divisé en Annonay-Nord et Annonay-Sud en 1973), Lamastre, Saint-Agrève, Saint-Félicien, Saint-Péray, Satillieu, Serrières, Tournon.
- 3e circonscription : Antraigues, Aubenas (divisé en Aubenas et Vals-les-Bains en 1973), Burzet, Coucouron, Joyeuse, Largentière, Montpezat-sous-Bauzon, Saint-Étienne-de-Lugdarès, Thueyts, Valgorge, Vallon-Pont-d'Arc, Les Vans.

### Composition des circonscriptions depuis 1988

Carte des circonscriptions de l'Ardèche depuis 1988

Lors du redécoupage de 1986, le département de l'Ardèche conserve ses trois circonscriptions. Par rapport au découpage de 1958, la seule différence est le passage du canton de Villeneuve-de-Berg de la première à la troisième circonscription :
- 1re circonscription : Bourg-Saint-Andéol, Le Cheylard, Chomérac, Privas, Rochemaure, Saint-Martin-de-Valamas, Saint-Pierreville, Vernoux-en-Vivarais, Viviers, La Voulte-sur-Rhône.
- 2e circonscription : Annonay-Nord, Annonay-Sud, Lamastre, Saint-Agrève, Saint-Félicien, Saint-Péray, Satillieu, Serrières, Tournon.
- 3e circonscription : Antraigues, Aubenas, Burzet, Coucouron, Joyeuse, Largentière, Montpezat-sous-Bauzon, Saint-Étienne-de-Lugdarès, Thueyts, Valgorge, Vallon-Pont-d'Arc, Vals-les-Bains, Les Vans, Villeneuve-de-Berg.

À la suite du redécoupage des cantons de 2014, les circonscriptions législatives ne sont plus composées de cantons entiers mais continuent à être définies selon les limites cantonales en vigueur en 2010. Les circonscriptions sont ainsi composées des cantons actuels suivants :
- 1re circonscription : cantons de Berg-Helvie (6 communes), Bourg-Saint-Andéol, Haut-Eyrieux (38 communes), Le Pouzin, Privas et Rhône-Eyrieux, commune de Saint-Remèze
- 2e circonscription : cantons d'Annonay-1, Annonay-2, Haut-Eyrieux (6 communes), Guilherand-Granges, Haut-Vivarais, Sarras et Tournon-sur-Rhône, communes de Soyons et Toulaud
- 3e circonscription : cantons d'Aubenas-1, Aubenas-2, Berg-Helvie (13 communes), Les Cévennes ardéchoises, Haute-Ardèche et Vallon-Pont-d'Arc (sauf commune de Saint-Remèze)

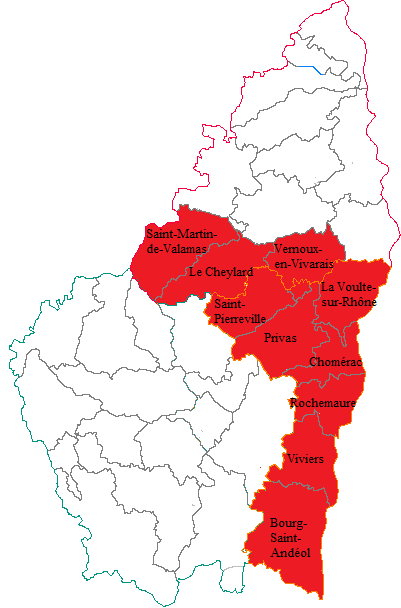
1re circonscription
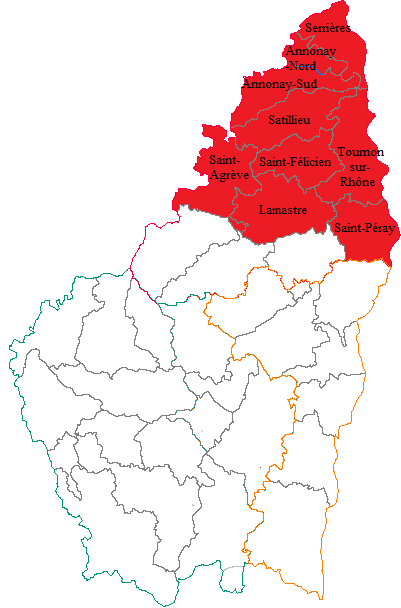
2e circonscription
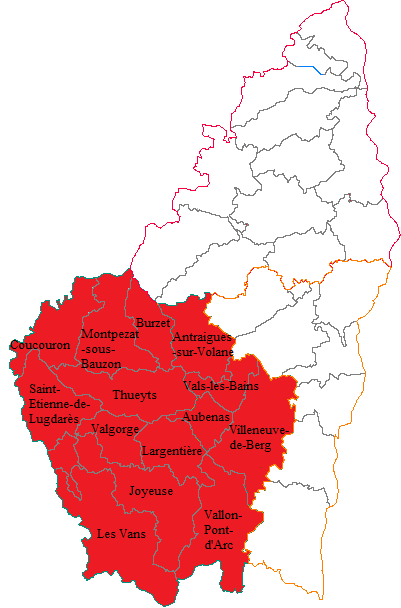
3e circonscription